# Pendulum (álbum)
Pendulum es el sexto álbum de estudio de la banda de rock Creedence Clearwater Revival, lanzado al mercado por Fantasy Records el 7 de diciembre de 1970. El álbum fue grabado en solo cuatro semanas para así poder aprovechar el mercado navideño.
Pendulum supone, además, el último álbum con el guitarrista Tom Fogerty, que abandonó el grupo poco después de su publicación,para comenzar su carrera en solitario. A pesar de su marcha, el grupo continuó como un trío. También fue el último álbum con John Fogerty como único productor del disco.
Lanzado solo cinco meses después de su exitoso predecesor (Cosmo's Factory), es el  único álbum de los CCR que no contiene ningún cover; todas las pistas fueron escritas íntegramente por Fogerty. 
Pendulum es el álbum musicalmente más aventurero de la banda; se caracteriza por su amplio uso de instrumentos de viento  y teclados, en contraste con los anteriores discos del grupo, que fueron dominados por la guitarra. 
El álbum, reconocido por ser uno de los más duraderos, según el criterio del crítico musical Robert Christgau, es notable por el uso de una sección de instrumentos adicionales. Además, Pendulum contó con un coro de mujeres en un tema. En contraste con temas menos conocidos de Fogerty como "Pagan Baby", "Sailor's Lament" o "It's Just a Thought", tanto "Hey Tonight" como "Have You Ever Seen the Rain?" alcanzaron el octavo puesto en la lista de sencillos de Billboard en 1971.
En 2008, Pendulum fue remasterizado y reeditado en conmemoración del 40.º aniversario de la formación del grupo.

## Lista de canciones
Todas las canciones compuestas por John Fogerty.

### Cara A
1. "Pagan Baby" – 6:30
2. "Sailor's Lament" – 3:50
3. "Chameleon" – 3:20
4. "Have You Ever Seen the Rain?" – 2:41
5. "(Wish I Could) Hideaway" – 3:46

### Cara B
1. "Born to Move" – 5:43
2. "Hey Tonight" – 2:44
3. "It's Just a Thought" – 3:54
4. "Molina" – 2:10
5. "Rude Awakening #2" – 6:24

Temas extra de la reedición de 2008
1. "45 Revolutions Per Minute (Part 1)" - 3:21
2. "45 Revolutions Per Minute (Part 2)" - 7:23
  - Temas 11 y 12 son piezas de música concreta que incluyen entrevistas con los miembros del grupo
3. "Hey Tonight" (Live in Hamburg 1971) - 2:30

## Personal

### Creedence Clearwater Revival
- Doug Clifford: batería
- Stu Cook: bajo
- John Fogerty: guitarras, piano, órgano, saxofón y voz
- Tom Fogerty: guitarra rítmica y coros

### Producción
- John Fogerty: productor y arreglos
- Russ Gary, Kevin L. Gray, Steve Hoffman: ingenieros
- Russ Gary: mezclas
- Tamaki Beck: supervisor de masterización
- Kevin L. Gray, Steve Hoffman, Shigeo Miyamoto: masterización
- Roberta Ballard: coordinación de producción
- Marcia McGovern: preproducción
- Ed Caraeff, Richard Edlund, Wayne Kimbell: diseño de portada
- Richard Edlund, Wayne Kimbell: diseño
- Ed Caraeff, Wayne Kimbell, Baron Wolman: fotografía

## Listas de éxitos

### Álbum
| Año  | Lista                                     | Posición |
| ---- | ----------------------------------------- | -------- |
| 1971 | Black Albums                              | 28       |
| 1971 | Pop Albums                                | 5        |
| 1971 | UK Album Charts                           | 23       |
| 1971 | Australian Kent Music Report Albums Chart | 1        |

### Sencillos
| Año  | Single                                        | Posición    | Posición  |
| Año  | Single                                        | Pop Singles | UK Top 40 |
| ---- | --------------------------------------------- | ----------- | --------- |
| 1971 | "Hey Tonight" / "Have You Ever Seen The Rain" | 8           |           |
| 1971 | "Have You Ever Seen The Rain"                 | -           | 36        |